# Обідкова частка
Обідкова частка  (лат. Lobus limbicus, також відома як лімбічна частка) — дугоподібна ділянка кори на медіальній (внутрішній) поверхні кожної півкулі великого мозку. Обідкову частку останнім часом в літературі виділяють окремо, ставлячи поряд з лобовою, тім'яною, скроневою й потиличною.

## Анатомія
Практично, ділянка, яку виділяють як обідкову (лімбічну) частку  складається з медіальних та медіобазальних ділянок вищевказаних часток. За деякими авторами (наприклад, Fix, JD (2008)), до неї входять, у тому числі, примежова звивина (лат. gyrus paraterminalis), підмозолиста ділянка (лат. areo subcallosa), поясна звивина (лат. gyrus cinguli), приморськоконикова звивина (лат. gyrus parahyppocampalis), зубчаста звивина (лат. gyrus dentatus), субікулярна ділянка (лат. subiculum) й морський коник (hyppocampus); у той час як Terminologia Anatomica включає до обідкової частки поясну борозну (лат. sulcus cinguli), поясну звивину (лат. gyrus cinguli), перешийок поясної звивини (лат. istmus gyri cinguli), смужкову та приморськоконикову звивини (лат. gyri fasciolaris et parahyppocampalis), приморськоконикову борозну лат. (sulcus parahyppocampalis), зубчасту звивину (лат. gyrus dentatus), торочко-зубчасту борозну (лат. sulcus fimbrodentatus), морськоконикові торочки (лат. fimbriae hyppocampi), коллатеральну борозну (лат. sulcus collateralis) та нюхову борозну (лат. sulcus rhinalis), але оминає морський коник (hyppocampus).

## Історія
Поль Брока назвав частку лат. Lobus limbicus (обідковою) в 1878 році, ототожнюючи її з поясною й і приморськокониковою звивинами й пов'язуючи з нюхом. Готфрід Рейнхольд Тревіранус, ще раніше зазначив, що у різних видів розмір приморськоконикової звивини залежить від розміру нюхового нерва. у 1937 році Papez припустив, що ланцюжок, або структура, яка містить, у тому числі, гіпокампальний регіон і поясну звивину, є нейронним субстратом емоційної поведінки, і Клювер і Бюсі повідомили, що у мавп, резекція морського коника й мигдалеподібного тіла суттєво впливає на емоційні реакції. Васлідок цих публікацій переконання про те, що вся лімбічна частка пов'язана з нюхом змінилося переконанням про прямий зв'язок між емоціями і лімбічною (обідковою) часткою. 
(Див. ст. Лімбічна система)

## Галерея

Обідкова частка (червоним) у лівій півкулі головного мозку.
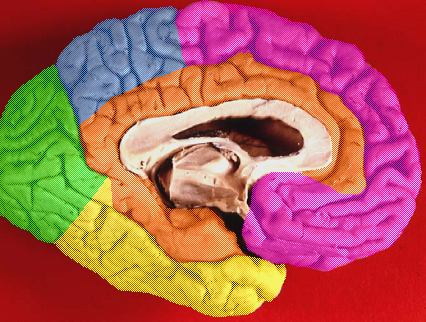
Обідкова частка (помаранчевим) у лівій півкулі головного мозку.
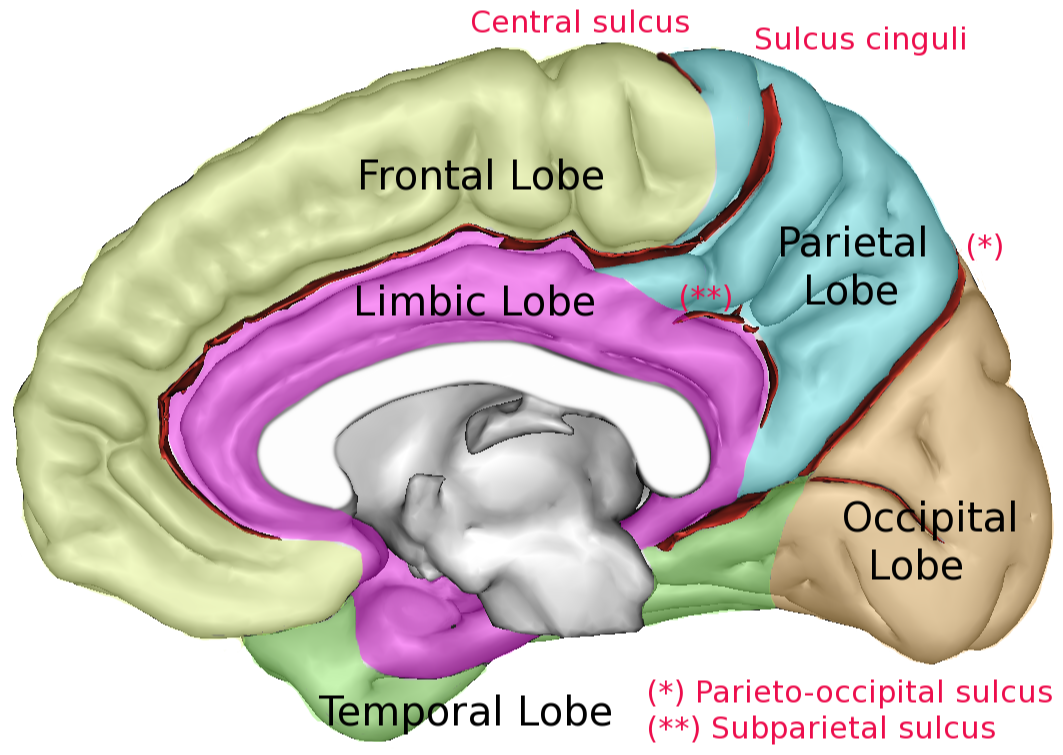
Обідкова частка (фіолетовим) в правій півкулі головного мозку.
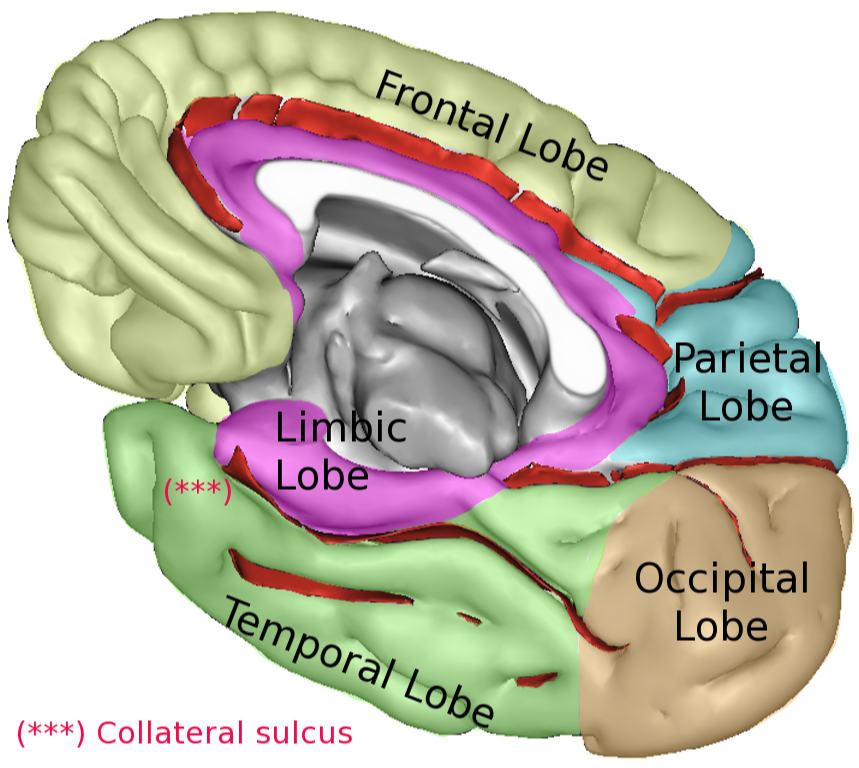
Обідкова частка (фіолетовим) в правій півкулі головного мозку.